# Функционно пространство
В математиката, под функционно пространство се разбира множество от функции от даден вид, които изобразяват множеството X в множеството Y. Нарича се пространство, понеже в много приложения има свойство на топологично пространство или на линейно пространство или и на двете.

## Примери
Функционните пространства се срещат често в математиката.
- в теория на множествата, степента на булеан на множеството X може да се приравни с множеството на всички функции от X в множеството {0,1}; и да се обозначи с 2X. По-общо обозначение за множеството от функциите X → Y е YX.

- в линейната алгебра множеството от всички линейни трансформации от линейното пространство V в друго линейно пространство W, дефинирани над едно и също поле, е само по себе си линейно пространство;

- във функционалния анализ същото се отнася и до непрекъснатите линейни трансформации. Други примери за топологични линейни пространства са хилбертови пространства и банахови пространства.

- във функционалния анализ множеството на всички функции, които изобразяват множеството на естествените числа в някакво множество X се нарича пространство на редиците. То съдържа всички възможни редици от елементи на X.

- в топологията може да се въведе топология в пространството на непрекъснатите функции от топологично множество X в друго такова Y, вземайки предвид техните свойства. Чест пример е компактно-отворената топология. Друг пример за топология е топологията на сходимостта по точки.

- в алгебричната топология, изучаването на хомотопия е изучаване на дискретни инварианти на функционни пространства;

- в теорията на стохастичните процеси, основната задача е да се построи вероятностна мярка във функционното пространство на пътеките на процеса (функции на времето);

## Функционален анализ
Функционалният анализ е изцяло основан на търсенето на начини за преобразуването и изследването на функционни пространства (топологични линейни пространства) с методи, които се използват за крайно-мерни нормирани линейни пространства.
- пространство на Шварц и спрегнатото му пространство от обобщени функции
- пространство Lp
- κ(R) непрекъснатите функции с компактен носител с униформната топология
- B(R) ограничени и непрекъснати функции (ограничена функция)
- C∞(R) функции, клонящи към 0 в безкрайността
- Cr(R) непрекъснати функции с непрекъснати първи r производни.
- C∞(R) гладка функция
- C∞0 гладки функции с компактен носител
- D(R) с компактен носител в граничната топология
- Wk,p соболево пространство
- OU холоморфни функции
- линейни функции
- линейни по части функции
- непрекъснати функции, с компактно-отворена топология
- всички функции с топологията на сходимост по точки
- пространство на Харди
- пространство на Хьолдер